# Ina Kok
Dr. Clazina Helena Cornelia Maria (Ina) Kok (1951) is een Nederlands boekconservator.

## Biografie
Kok studeerde af aan de Universiteit van Amsterdam in 1978 met de doctoraalscriptie over Houtsneden bij Gerard Leeu. Al in 1976 had ze daar aan het Instituut voor Neerlandistiek een transliteratie van Die historie van Buevijne van Austoen wt Engelandt gheboren doen uitgeven. In de jaren 1980 begon haar loopbaan bij Stadsarchief en Athenaeumbibliotheek in Deventer waarover ze in 1986 ter gelegenheid van het 425-jarig bestaan in Quaerendo een artikel publiceerde, en waarin ze later nog geregeld artikelen zou doen verschijnen. Bij haar bibliotheek organiseerde ze ook tentoonstellingen zoals in het herdenkingsjaar van Revius. In de jaren erna bleef ze publiceren over houtsneden en in 1994 promoveerde ze daarop aan haar alma mater: De houtsneden in de incunabelen van de Lage Landen, 1475-1500. Dit proefschrift verscheen in 2013 in het Engels, met uitbreiding, geldt als een standaardwerk over boekillustraties in Nederlandse incunabelen en Kok werd daarvoor bekroond met de Menno Hertzbergerprijs 2015 en de internationale ILAB Breslauer Prize for Bibliography 2018.
In 2017 ging ze met pensioen bij de Deventer bibliotheek.